# Richlawn
Richlawn är en inkorporerad ort i Jefferson County i Kentucky. Vid 2020 års folkräkning hade Richlawn 415 invånare.